# والتر پلانکارت
والتر پلانکارت (انگلیسی: Walter Planckaert؛ زادهٔ ۸ آوریل ۱۹۴۸) دوچرخه‌سوار اهل بلژیک است.